# بوسه مرگ (تندیس)
بوسه مرگ (انگلیسی: The Kiss of Death) (به اسپانیایی: El beso de la muerte) نام یک مجسمه در گورستان پوبلنو در بارسلون می‌باشد که از سنگ مرمر ساخته شده است. به علت اینکه امضاء ژاومه باربا در کناره تندیس قرار گرفته است، گمان می‌رود توسط او در سال ۱۹۳۰ ساخته شده باشد، اگرچه برخی افراد ادعا کرده‌اند که به احتمال قوی این تندیس توسط داماد باربا، جوآن فونتبرنات طراحی شده است. این تندیس که الگویی از مقوله به خاطر بسپارید که محکوم به فنائید می‌باشد، مرگ را به شکل کالبد اسکلتی بالدار نشان می‌دهد که در حال قرار دادن بوسه ای بر پیشانی یک مرد جوان است.